# Compagnie des chemins de fer de la Drôme
La Compagnie des chemins de fer de la Drôme est une société anonyme créée le 14 septembre 1891 pour gérer un réseau de chemin de fer secondaire à voie métrique dénommé Chemins de fer départementaux de la Drôme. Ce réseau est repris par la Régie départementale des chemins de fer de la Drôme le 20 octobre 1921. Ensuite la régie deviendra  Régie départementale des chemins de fer et Autobus de la Drôme dès 1922.

## Histoire
La société anonyme dénommée Compagnie des chemins de fer de la Drôme est créée le 14 septembre 1891 selon l'acte de déclaration de Maitres Tousselle et Lanquest Notaires à Paris. Elle est suivie par deux assemblées générales constitutives, les 23 décembre et 1er octobre 1891. 
Son capital social est de 2 500 000 fr et son siège est provisoirement fixé 64 rue des Petits-Champs à Paris (il est ensuite transféré au 41 rue du Jeu-de-Paume à Valence). 
Constituée pour une durée de quatre-vingt-dix-neuf ans, elle a pour objet :
« la construction et l'exploitation d'un réseau de tramways à traction de locomotive pour le transport de voyageurs et de marchandises dont la concession a été faite par le département de la Drôme à Monsieur Marchand, fondateur »
« la concession, la construction et l'exploitation de tous autres tramways et tous chemins de fer dans le département de la Drôme et extensions ou prolongements dans les départements limitrophes et en général, toutes les opérations commerciales et industrielles se rattachant à la construction et à l'exploitation des dites lignes, l'industrie des chemins de fer et des transports, soit directement soit en fondant ou commanditant des entreprises similaires ou en s'y intéressant d'une manière quelconque ».
Un décret du 27 décembre 1892, approuve la substitution de la compagnie à M. Marchand concessionnaire des lignes de tramways de Tain à Romans et de Montélimar à Dieulefit et rétrocessionnaire des lignes de Saint-Vallier au Grand-Serre et de Valence à Chabeuil.